# Григорьев, Василий Никифорович
Васи́лий Ники́форович Григо́рьев (25 января [6 февраля] 1803, Санкт-Петербург, Российская империя — 5 [17] декабря 1876, там же) — русский поэт, переводчик, мемуарист.

## Биография
Родился в семье чиновника. Служил по финансовой части (к концу жизни — действительный статский советник, начальник отделения и вице-директор Департамента государственного казначейства). В 1820—1830-х годах публиковал стихи в журнале «Благонамеренный», альманахе «Северные цветы». Был членом Вольного общества любителей Российской Словесности. Автор труда «Статистическое описание Нахичеванской провинции» (1833). Написал несколько статей для «Энциклопедического лексикона».

## Факты
- Василий Григорьев — автор стихотворения «Река Жизни» («Из стран Рождения река / По царству Жизни протекает…»), цитируемого Алексеем Федяшевым (персонажем Александра Михайлова) в комедии Марка Захарова «Формула любви». Однако в фильме допущен значительный анахронизм: стихотворение написано в 1822 году[3] — через сорок два года после изображаемых в картине событий.